# Srđan Španović
Srđan Španović (Zagreb, 1960. – Zagreb, 18. prosinca 1999.), bio je hrvatski, novinar i pisac politoloških knjiga i studija.

## Životopis
Španović se novinarstvom počeo baviti od ranih 1980-ih godina, u tadašnjem rasadniku mladih novinara Poletu. Nakon te mladenačke faze zaposlio se kao novinar u Vjesnikovoj kući, radio je u dnevnicima Večernjem listu i Vjesniku, a kao reporter radio je u prvoj polovici 1990-ih godina i u tjednicima Vjesnikove kuće; Danas, Arena i Globus. Nakon toga dvije sljedeće godine Španović radi kao novinar za tjednik Nacional. A od proljeća 1998. godine, radi u Jutarnjemu listu sve do svoje iznenadne smrti.
 
Srđan Španović bio je aktivni sudionik Domovinskog rata, iz kojega je izašao kao pričuvni zastavnik HV-a.

## Djela
- Stranke u Hrvatskoj, (zajedno s D.Đurić i B.Munjin) NIRO Radničke novine, Zagreb, 1990., ISBN 86-7057-097-1
- Kvadratura jugoslavenskog kruga, Centar za informacije i publicitet, Zagreb 1989., ISBN 86-7125-043-1

## Vanjske poveznice
- Zlatko Šimić: Veliki Dobri Čovjek Špan, s portala Jutarnji list  Arhivirana inačica izvorne stranice od 21. prosinca 2009. (Wayback Machine)